# Safet Nadarević
Safet Nadarević (ur. 30 sierpnia 1980 w Cazinie) – bośniacki piłkarz występujący na pozycji obrońcy. Obecnie jest zawodnikiem Eskişehirsporu.
W latach 1999–2003 grał w NK Jedinstvo Bihać. W 2003 roku został piłkarzem FK Sarajevo. Po dwóch latach gry w tym klubie przeniósł się do NK Zagreb. W 2008 roku odszedł do tureckiej drużyny Eskişehirspor.
W Süper Lig zadebiutował 23 sierpnia 2008 roku w meczu z İstanbul Büyükşehir Belediyespor (0:0).